# Bloc de la Renfe
El Bloc de la Renfe és un bloc de pisos al nucli urbà de la població de Portbou (l'Alt Empordà), a la banda de migdia del terme, formant cantonada entre els carrers de Claudi Planas, de l'Escultor Frederic Marés, de les Monges i el Passatge de la Renfe.
Bloc d'habitatges aïllat de planta rectangular, amb les cobertes de teula planes i d'un sol vessant i distribuït en planta baixa i dos pisos. Presenta un cos rectangular adossat a la façana de ponent, cobert per terrasses al nivell dels pisos superiors. La façana principal, orientada a llevant, compta amb un petit pati davanter pavimentat per cada un dels habitatges, que alhora salva el desnivell entre el carrer i la construcció. Majoritàriament, les obertures són rectangulars, presenten els emmarcaments en relleu arrebossats i s'organitzen de manera racional tant vertical com horitzontalment. Les de la planta baixa han estat les més modificades, tot i que les finestres originals presenten una forma més quadrada que les dels nivells superiors, que són més allargades. Als pisos es combinen les obertures convencionals amb finestres balconeres i balcons exempts, els quals presenten les llosanes motllurades i les baranes de ferro treballat. A les façanes de tramuntana i migdia, les obertures dels pisos es corresponent amb balcons, de les mateixes característiques que els anteriors. La façana està rematada per una cornisa motllurada damunt la que s'assenta la barana d'obra que delimita el terrat. Les línies divisòries entre els diferents pisos també compten amb cornises motllurades de separació.
La construcció presenta els paraments arrebossats i pintats, amb decoració a mode de carreus a les cantonades.